# WFC Lanchkhuti
El WFC Lanchkhuti (en georgiano: ქალთა საფეხბურთო კლუბი ლანჩხუთი) es un club de fútbol femenino georgiano de la ciudad de Lanchkhuti, que juega en el Campeonato de fútbol femenino de Georgia, máxima categoría del fútbol femenino en ese país.

## Torneos internacionales
Liga de Campeones Femenina de la UEFA
| Año     | Ronda                   | J | G | E | P | GF | GC |
| ------- | ----------------------- | - | - | - | - | -- | -- |
| 2020-21 | Dieciseisavos de final  | 4 | 2 | 0 | 2 | 3  | 18 |
| 2022-23 | Ronda 1 - Clasificación | 2 | 0 | 0 | 2 | 0  | 7  |
| Total   |                         | 6 | 2 | 0 | 4 | 3  | 25 |

## Palmarés
| Competición nacional                           | Títulos | Subcampeonatos |
| ---------------------------------------------- | ------- | -------------- |
| Campeonato de fútbol femenino de Georgia (1/2) | 2019    | 2018, 2020     |
| Copa de Georgia (1/0)                          | 2019    |                |